# Miomantis natalica
Miomantis natalica är en bönsyrseart som beskrevs av Max Beier 1930. Miomantis natalica ingår i släktet Miomantis och familjen Mantidae. Inga underarter finns listade i Catalogue of Life.